# Aspirant Sunshadows
Aspirant Sunshadows is een muziekalbum van Rick Wakeman.
Wakeman keerde terug naar de new age-muziek met de twee vorige albums. In tegenstelling tot eerdere albums in dat genre was er geen vermelding van The Rick Wakeman New Age Collection. Het album kwam uit op drie verschillende platenlabels, President Records, zijn eigen Ambient Records en het Duitse label Sattva Art Music (München). Het album, dat deel uitmaakt van de 3CD Sun Trilogy maar ook los te verkrijgen was, richtte zich meer op de oosterse stroming binnen de new age-muziek. Aspirant Sunshadows bevat muziek geschikt voor meditatie. Het is in 1991 opgenomen op het eiland Man in Wakemans eigen studio, dus iets later dan de andere twee.
Model voor de Sun Trilogy stond een onderzoek van de Universiteit van Manchester. Wakeman zelf: de geluidstechnicus Stuart Sawney viel tijdens de opnamen van een van de drie albums achter de mengtafel in slaap. 

## Musici
- Rick Wakeman – Korg-toetsinstrumenten

## Tracklist
| Nr. | Titel               | Duur |
| --- | ------------------- | ---- |
| 1.  | The night wind      | 4:59 |
| 2.  | Churchyard          | 4:06 |
| 3.  | The shadows         | 4:26 |
| 4.  | Shadow love         | 4:21 |
| 5.  | Melancholy mood     | 7:06 |
| 6.  | Mount Fuji by night | 4:29 |
| 7.  | Hidden reflections  | 4:15 |
| 8.  | The evening harp    | 7:10 |
| 9.  | The moonraker pond  | 5:33 |
| 10. | The last lamplight  | 7:09 |
| 11. | Japanese sunshadows | 5:33 |